# Artur Azevedo
Artur Azevedo (7 de juliol de 1855 - Rio de Janeiro, 22 d'octubre de 1908) fou un dramaturg i periodista brasiler. Va escriure a diversos mitjans del país. Com a dramaturg es considera deixeble de Martis Pena. Va fer servir pseudònims com Elói o herói, Gavroche, Petrônio, Cosimo, Juvenal, Dorante, Frivolino, Batista o trocista.